# Microbotryum dehiscens
Microbotryum dehiscens är en svampart som först beskrevs av L. Ling, och fick sitt nu gällande namn av Vánky 1998. Microbotryum dehiscens ingår i släktet Microbotryum och familjen Microbotryaceae.   Inga underarter finns listade i Catalogue of Life.